# チャールズ・ジェームズ・フォックス
チャールズ・ジェームズ・フォックス閣下（英: Rt. Hon. Charles James Fox, PC、1749年1月24日 - 1806年9月13日）は、イギリスの政治家。
ホイッグ党の政治家初代ホランド男爵ヘンリー・フォックスの次男。1768年にホイッグ党の庶民院議員に初当選して政界入り。ホイッグ党内の改革派閥である第2代ロッキンガム侯爵チャールズ・ワトソン＝ウェントワースの派閥に属して頭角を現し、1782年に成立したロッキンガム侯爵内閣でイギリスの初代外務大臣（在職1782年3月-7月）を務めた。ロッキンガム侯爵の死後、彼の派閥を継承してホイッグ党内にフォックス派を形成した。1783年にはノース卿フレデリック・ノース派ホイッグと連立を組み、第3代ポートランド公爵ウィリアム・キャヴェンディッシュ＝ベンティンク内閣を成立させ、その外務大臣となるも、国王ジョージ3世との対立により内閣は短期間に終わる。その後に成立したトーリー党長期政権小ピット内閣には野党として徹底的闘争を挑んだ。この間に起こったフランス革命の評価をめぐってポートランド公爵派と対立を深め、ポートランド公爵派がトーリー党に合流。これにより彼がホイッグ党の唯一の指導者となったが、同党は50人程度の少数政党に転落した。1806年に成立したホイッグ・トーリー連立政権のグレンヴィル内閣には外務大臣として入閣したが、同年中に死去した。第2代グレイ伯爵チャールズ・グレイが代わってホイッグ党を指導していく。
自由主義的な政治家であり、アメリカ独立やフランス革命、議会改革や奴隷貿易廃止を支持した。

## 経歴

### 生い立ち
1749年1月24日、ホイッグ党の政治家ヘンリー・フォックス（1763年にフォックスリーのホランド男爵に叙される）とその妻キャロライン（第2代リッチモンド公爵チャールズ・レノックスの娘。1762年に（ホランドの）ホランド女男爵に叙される）の間の次男としてロンドンで生まれる。
父ヘンリーは保守主義への転向者であるし、母キャロラインはチャールズ2世の曽孫にあたるため、どちらかといえば保守主義に傾きやすい出自といえた。
1757年から1764年までイートン・カレッジで教育を受けた後、1764年にオックスフォード大学ハートフォード・カレッジに進学、同年にリンカーン法曹院にも入学した。その後、グランドツアーに出てフランス、イタリア、スイスを旅した。
1768年にミッドハースト選挙区から出馬してホイッグ党所属の庶民院議員に当選した。

### ノース卿内閣の閣僚期
1770年にノース卿の内閣が成立すると海軍卿の一人として入閣したが、1772年には王室結婚法案をめぐる閣内分裂を機に辞職した。その後、1772年に下級大蔵卿（Junior Lord of the Treasury）として再入閣したものの、スキャンダルが多かったため、1774年に国王ジョージ3世の意向で罷免された。
ノース卿内閣閣僚期の彼は反ウィルクス運動の先頭に立つなど保守的な活動が目立った。彼が革新的になってくるのは1774年に罷免された後である。

### ロッキンガム侯爵派として
以降はホイッグ党内野党勢力ロッキンガム侯爵派に属し、ノース卿内閣の方針を批判するようになった。アメリカ独立戦争でもアメリカ植民地支持を表明し、イギリス政府の対米政策を批判した。1778年2月2日にはこれ以上アメリカに増援部隊を派遣することに反対する動議を庶民院に提出した。この動議自体は否決されたものの、165票もの賛成票を得たことで注目された。これをきっかけにロッキンガム侯爵派は明確にアメリカ独立支持の方針を打ち出すようになった。
また1779年のヨークシャー運動を契機に議会外改革派の運動が高まり、議会改革（平等選挙区、男子普通選挙、議員任期1年、議員歳費支給など）が盛んに訴えられるようになったが、首相ノース卿はじめ議会政治家の大半がこれに否定的だったのに対して、フォックスらホイッグ党ロッキンガム侯爵派は前向きな姿勢をとった。議会内改革派と議会外改革派の距離が広がると議会外改革派が過激化する恐れがあるという判断からの支持であり、この考え方が19世紀前半のホイッグ党の自由主義改革へと繋がっていく。

### ロッキンガム侯爵内閣の外相

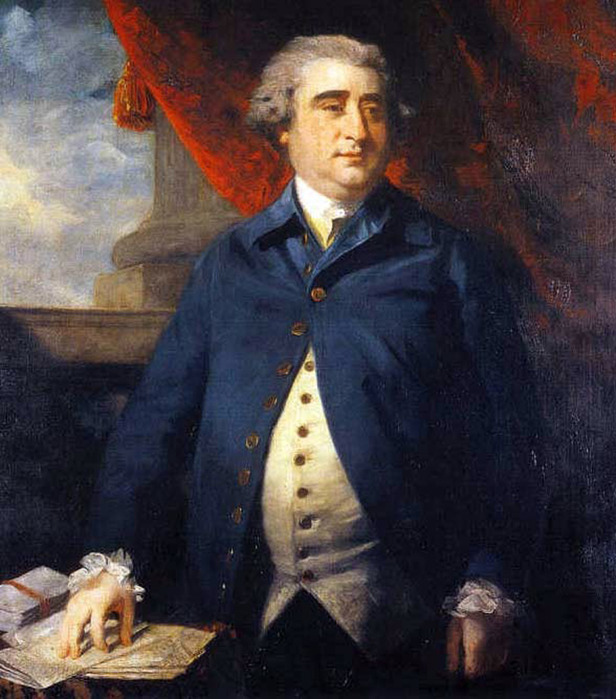
1782年のジョシュア・レノルズ画のフォックスの肖像画。

1781年11月までにアメリカ独立戦争の敗北は決定的となり、ノース卿内閣は1782年3月に総辞職に追い込まれた。代わって第二次ロッキンガム侯爵内閣が成立し、フォックスは新設された外務大臣として同内閣に入閣した。内閣においてフォックスはアメリカ独立を無条件に支持し、また議会改革に積極的な立場をとったため、アメリカ独立に消極的な内務大臣シェルバーン伯爵（国王の推挙で入閣し、アメリカとの交渉を任せられていた）と対立を深めた。
フォックスはパリに外交代表を置いて大陸諸国とアメリカ独立についての交渉に当たったが、シェルバーン伯爵もこれに対抗してパリに駐留するアメリカ代表ベンジャミン・フランクリンと交渉にあたった。この二元外交状態は閣内に深刻な分裂をもたらした。首相ロッキンガム侯爵はフォックスを支持したが、国王はシェルバーン伯爵を支持した。首相とフォックスの閣僚説得により、5月にはアメリカ無条件独立が閣議決定され、外交官たちにもその旨が通達されたが、シェルバーン伯爵は自身が派遣した外交官には閣議決定の内容を歪曲した文書を送った。これに憤慨したフォックスは、閣議決定の再確認を求め、6月中に二度閣議が開かれたが、明確な決着がつかないまま、7月1日にはロッキンガム侯が死去した。
フォックスは議会の最多数派であるロッキンガム侯爵派のポートランド公爵が首相になるべきであると訴えたが、国王はこれを無視してシェルバーン伯爵に組閣の大命を与えたため、それに反発して外相を辞した。これ以降フォックスに従って下野したロッキンガム侯爵派の議員たちはフォックス派という派閥を形成するようになった。

### フォックス＝ノース連立内閣の外相
1783年初頭における庶民院勢力はシェルバーン伯爵派140議席、ノース卿派120議席、フォックス派90議席、その他200議席となっていた。そのためシェルバーン伯爵とフォックス派は競い合うようにノース卿派の取り込みを図ったが、結局ノース卿は1783年2月中旬にフォックス派との連立を決定した。フォックス＝ノース連合は、シェルバーン伯爵内閣がアメリカとの間に締結した仮条約を弱腰外交と批判し、2月24日にもシェルバーン伯爵内閣を庶民院の評決で敗北させて総辞職に追い込んだ。国王ジョージ3世はフォックスが中心になって活躍する政権を阻止したがっていたが、議会を無視するわけにはいかず、フォックス派のポートランド公爵に組閣の大命を与える羽目となった。フォックスは同内閣に外務大臣として入閣した（ノース卿は内務大臣として入閣）。
しかし組閣後も国王から嫌われ続けたうえ、1783年春から夏頃にかけて内閣が汚職の容疑がかかっていた官職保有者を擁護したことや、フォックスと親しい関係にあった皇太子ジョージの借金問題の対応などで人気を落としていった。また小ピット提出の議会改革案をめぐってはフォックスとノース卿の見解の違いが露呈した。結局、インド法案が12月に国王の手回しで貴族院で否決されたことで内閣は更迭され、トーリー党の小ピットが後任の首相となった。

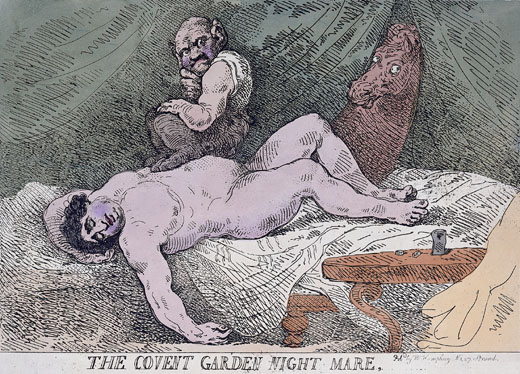
『コヴェント・ガーデンの悪夢』　フォックスの私生活における放埒ぶり、とりわけギャンブルへの傾斜は悪名高かった。なお、絵そのものはフュースリーの『夢魔』が基。（1784年、トマス・ローランドソン画）

国王の露骨なポートランド公爵内閣降ろしは18世紀的立憲主義に照らしても許し難いものだったので、下野したフォックス派は国王と小ピットに対する批判を本格化させた。しかし世論は逆に野合的なフォックス＝ノース連合の方に批判的であり、党派的行動を嫌う改革派小ピットを支持した。その世論に支えられて小ピットは野党の攻勢に耐え抜いた。そして1784年3月の解散総選挙で与党トーリー党が大勝し、フォックス＝ノース連合は惨敗するに至った。フォックス自身もウェストミンスター選挙区で苦戦を強いられ、ギリギリの票差で当選している。

### 小ピット内閣の野党時代

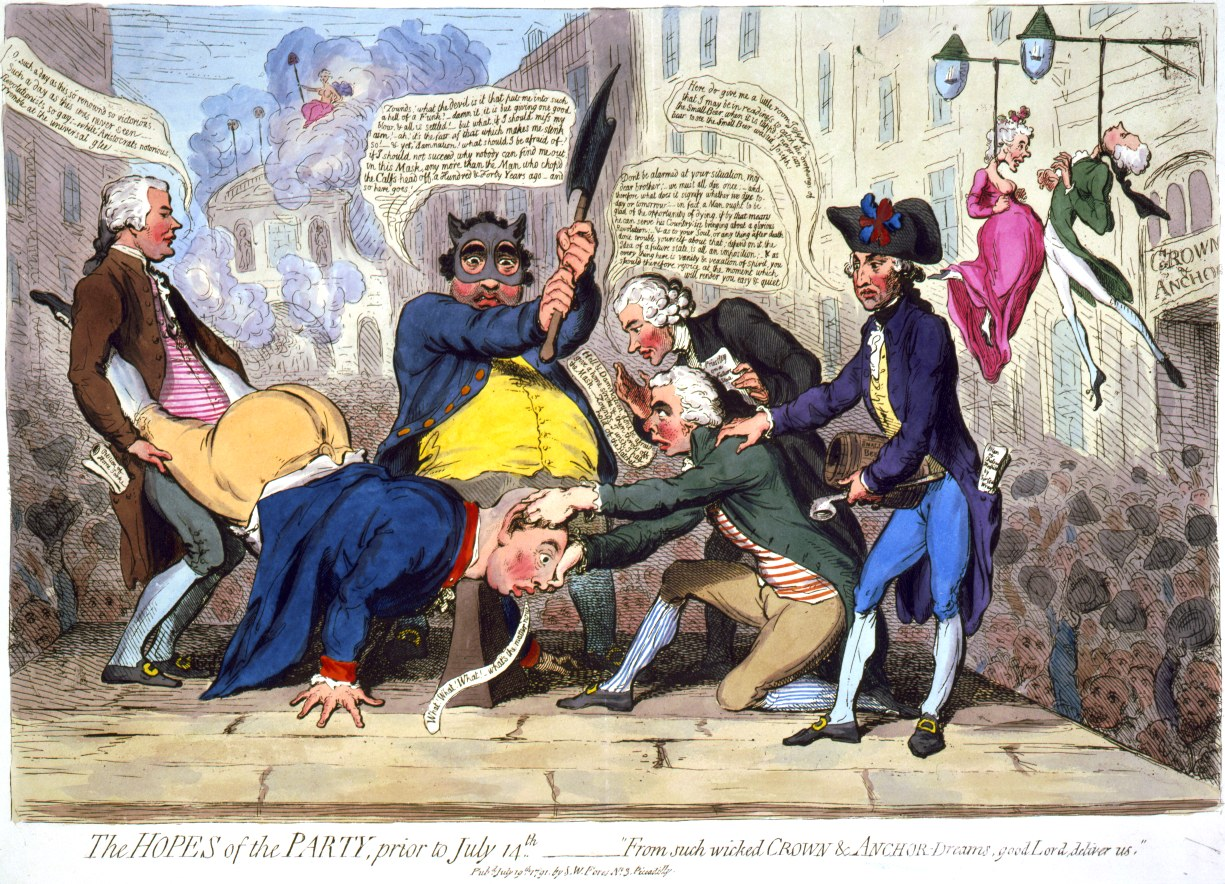
国王ジョージ3世の首をはねるフォックスを描いた戯画。フォックスのフランス革命支持を風刺している（1791年、ジェームズ・ギルレイ画）

以降野党勢力は大きく力を落とし、ピット内閣は17年にわたる長期政権を築いた。
フォックスはその全期を通じて野党生活を送り、小ピットの政策のほぼすべてに反対した。これに対して小ピットはホイッグ党並みの進歩的政策を打ち出すことでフォックスが党派的行動からそれに反対せざるを得ないという状況を作り出し、フォックスの信用を落とした。フォックスが小ピットの政策で唯一賛成したのは、1785年の議会改革法案だった。しかしこの法案は与党トーリー党内からの強い反発で小ピットも可決させられなかった。
フォックスは1789年に発生したフランス革命を強く支持した。イギリス世論はフランス革命についてはじめ支持、革命が過激化してくると批判へと転じたが、フォックスは一貫してフランス革命を称賛し続けた。
だが彼のフランス革命擁護によってホイッグ党内では彼とフランス革命に否定的な他の保守的党幹部（とりわけエドマンド・バーク）との対立が深まった。フォックスは小ピット政府に対する野党活動の継続を訴えたが、バークは中止を訴えた。党首たるポートランド公は閣外協力の立場を唱えることで党の分裂を回避しようとした。
1793年2月にはフランス革命戦争で英仏が交戦状態に突入した。フォックスは対仏開戦に反対したが、それに反発した党の保守的分子はポートランド公をかついでホイッグから分党しようとした。ポートランド公自身は対仏戦争が流動的とみてしばらく分党をためらったが、小ピットのホイッグ貴族取り込み工作もあり、戦況がイギリスに不利に傾いてくる中、1794年7月に至ってポートランド公爵派とトーリー党が合流した。このポートランド公爵派の分党騒動でホイッグ党に留まっているのはフォックス派だけとなり、庶民院においてわずか50人程度という少数勢力に転落した。党をこのような状態に追い込んだことについてフォックスの指導力が疑われるようになり、少数党の中でしばしば内部分裂も起こすようになった。
フォックスは立場挽回のために各地に「協会」を設置し、戦争反対の民意を高めようとしたが、民衆からはほとんど相手にされなかった。戦争という危機的状況の中で小ピット政府はますます強力になり、逆にホイッグは凋落の一途をたどった。結局ホイッグは1797年から4年間にわたって議会欠席戦術をとり、野党活動を事実上停止することになった。
フォックス率いるホイッグ党は1801年から議会活動を再開したが、これまでの路線を曲げなかった。彼は議会活動再開にあたってのホイッグ党の方針を「簡明で一貫した政策、すなわち小ピット政府を批判するとともにその解任を求め、最大限の宗教的自由・議会改革および出版の自由を要求し、ボナパルトとの和平及び誠実な協調を目指す」と定めた。また書簡の中で「我が国の自由の大義を支えるためには政党は唯一ではないにしても、最上の制度である。政党は君主の絶えず増大する影響力に対抗できる政治手段として最高である」と論じた。

### グレンヴィル内閣の外相就任と死去
1806年1月、小ピットの死後に成立したホイッグ党のグレンヴィル男爵を首相とするホイッグ・トーリー連立内閣で外務大臣として入閣した。奴隷貿易廃止法案の議会通過に目途を付けたが、同年9月13日に西ロンドンのチジック・ハウスで死去した。ウェストミンスター寺院に葬られた。
イデオロギー・精神的結合が強かったフォックス派ホイッグはフォックスの死後もグレイ伯爵の指導下で存続した。やがて離党した議員も徐々に復党してきて1807年までに150人、1818年には200人程度の庶民院議員を擁するようになった。
1812年にはホイッグ・クラブは偉大な党首の名前を記念するとして「フォックス・クラブ」と改名した。

## 人物と評価

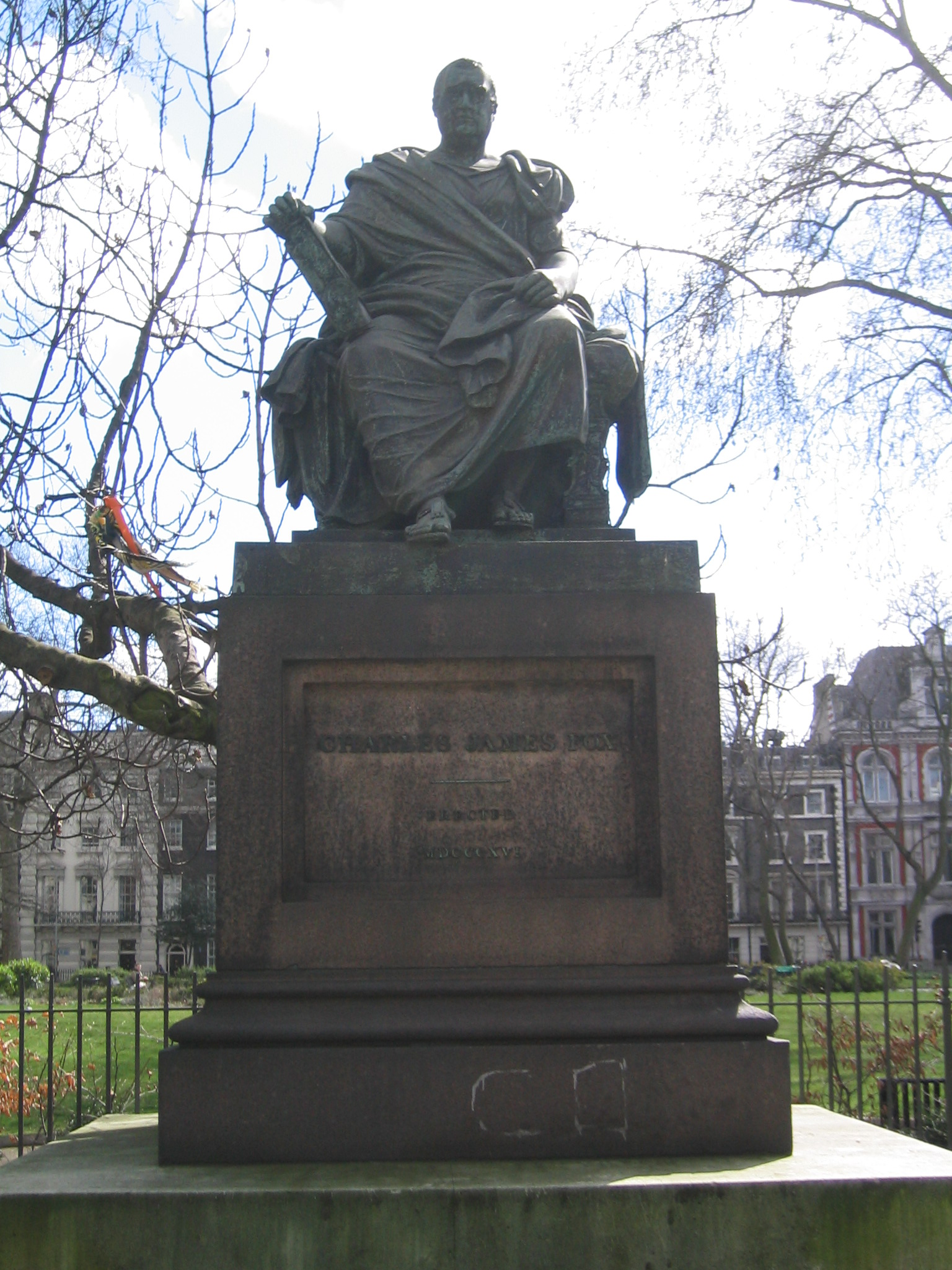
ロンドン・ブルームズベリー広場にあるフォックス像

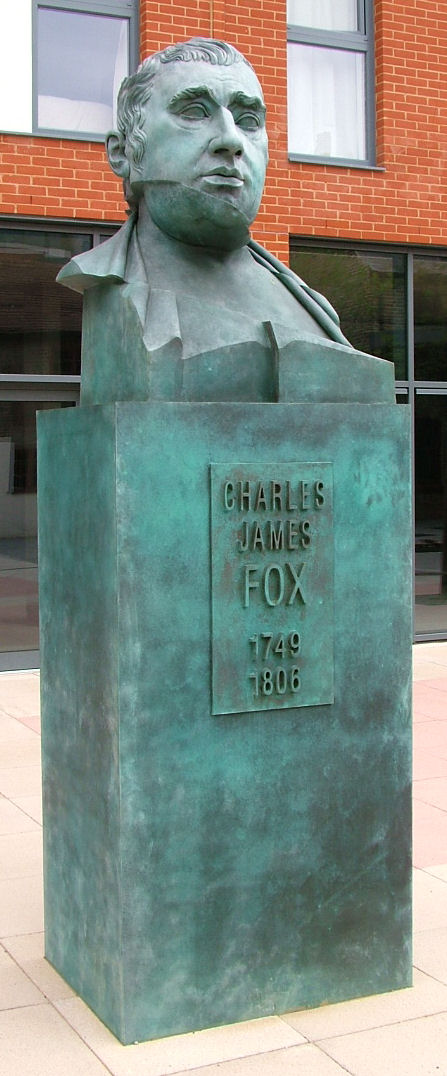
チャーツィーに建てられたフォックスの胸像

精力と知力にあふれた雄弁家であった。理論面においてはエドマンド・バークに劣ったが、演説・討論ではフォックスに並ぶ者はなかった。争点を整理し、相手の反駁をうまく論破できる能力に優れていたので、非常に説得力があった。そのため追従者だけではなく、日和見主義者からも支持を受けることが多かった。政敵のリーズ公も「政党の指導者としてフォックスに並ぶ者はいなかった」と評価している。
フォックスは、他の貴族の党派領袖のように人脈・パトロン的役割でもって自派閥議員たちを束ねていたのではなく、自身のリーダーとしての資質、急進的思想によって自派閥議員を束ねていた。その意味でフォックス派とその前身であるロッキンガム侯爵派は当時の党派としては異色であり、現代的な政党に近い存在だった。
ロッキンガム侯爵派とフォックス派の違いについては学者ごとに評価が異なり、共通点も相違点も指摘されている。宮廷に対する態度、アメリカ独立問題、宗教的自由、経済改革などの思想はフォックス派はロッキンガム派からそのまま受け継いでいる。行動様式にも共通性が見られる。たとえば不人気に陥る恐れがあっても自身の思想に反する戦争に反対することや民衆を請願運動に動員しようとすることなどである。他方改革にかける情熱や民衆への信頼度はフォックス派の方がはるかに上であった。質的に見れば両者の差異はそれほどないが、量的に見るとかなり差異があったといえる。
陽気な性格で人間的魅力にあふれていたが、自由気ままに生きていたため、放蕩と道楽で私生活は乱れていた。
G.M.トレヴェリアンはフォックスについて「青年時代の賭博者としての浪費、後年の政治家としての逸脱、ノースとの連合、ピットの1780年代の最善の緒政策の多くに対する党派的な反対、これらはフォックスの評価にあたって不利な要因である。しかし年配と政治的前途の暗い見通しが彼を真剣ならしめるとともに、党争に費やされてきた精神の炎は、いよいよ誠実に被抑圧者の擁護に向かっていった。特に黒人奴隷である。ピットはますます大英帝国と全ヨーロッパをナポレオンから守るという日々の緊急事に心を奪われて他の全てを忘れ去り、奴隷貿易反対運動も一定以上進んで応援しようとしなかった。しかしフォックスの情熱とピットの死後の連立内閣でホイッグ領袖を政権につかせた機会があったおかげで、奴隷貿易ははるか後年を待つことなく、1807年に廃止された」と評価している。

## 栄典
- 1782年3月30日 - 1798年5月9日、1806年2月5日 - 1806年9月13日、枢密顧問官（PC）[3]

## 家族
エリザベス・ブリジット・アーミステッド（Elizabeth Bridget Armistead）と10年に及ぶ愛人関係の末に1795年9月28日に結婚した。子供はなかった。